# Megumi Satsu
Megumi Satsu (薩 めぐみ, Satsu Megumi), née le 14 février 1948 à Sapporo et morte le 18 octobre 2010 à Paris, est une chanteuse japonaise, installée en France à partir des années 1970.

## Présentation
Megumi Satsu commence sa carrière au Japon avec quelques 45T et s’installe en France au milieu des années 1970. Elle est remarquée par le poète Jacques Prévert lors d'une émission de télévision qu'il regarde en compagnie de son épouse. Intrigué par cette femme exotique à la voix grave et à la personnalité étrange, il confie à cette dernière qu'il aimerait la voir chanter certains de ses textes. C'est ainsi que Mme Prévert contacte Megumi Satsu après la mort de son mari et lui propose quelques inédits, qu'elle enregistre dans l'album Megumi Satsu chante Prévert en 1979.
S’ensuivent d’autres albums avec des paroles de Roland Topor, de son ami Jean Baudrillard, de William Cliff ou encore de Frédéric Mitterrand, avec des accompagnements de musiciens tels que Serge Perathoner ou Patrick Vasori. Des concerts au Bataclan et à l’étranger accompagnée du pianiste Lance Dixon et de Jacky Mascarel aux synthétiseurs (Musiciens de JJ Goldman).
Avec son répertoire quelque peu décalé, son interprétation expressionniste et sa personnalité, Megumi devient très vite l'égérie voire l'icône d’une certaine génération underground qui voit en elle la nouvelle Marlène Dietrich ou Marianne Oswald, façon asiatique.
Jean Baudrillard lui a écrit deux chansons, Motel Suicide et Lifting Zodiacal et Roland Topor une dizaine : Zozo Lala (1980, 45T), Monte dans mon ambulance, Credit requiem, Fantôme de l'opéra, Belleville 2000, Je m'aime, Bloody Mary, Noir et blanc, Leçon de choses (1980, LP) et Scato (1980, inédit enregistré en concert et édité sur CD en 2011).
En 1984 le poète belge William Cliff également participe à l'album Silicone lady en livrant les textes de Tout est amour et Clocharde.
Megumi Sastu chante principalement en français, même si quelques titres existent en anglais et en japonais.
Dans le courant des années 1980 Megumi Satsu a écrit le livre Analyse de notre époque (Robert Laffont) constitué exclusivement de 100 pages vierges. L'idée lui en est venue en réaction à la phrase « Tous mes auteurs apportent trop de texte ! » que lui a lancée Robert Laffont quand elle lui avait soumis les 20 premières pages de texte qui auraient dû constituer son premier livre.

## Discographie
- 1979 : Megumi Satsu chante Prévert (LP)
- 1980 : Zozo Lala, Kaze/Normandie (45T)
- 1980 : Je m'aime (LP)
- 1984 : Silicone Lady (Motel suicide) (LP)
- 1986 : Give back my soul (maxi 45T)
- 1986 : Silicone Lady (Motel suicide) (réédition vinyl)
- 1987 : Chante Prévert (réédition vinyl)
- 1991 : Du vent à la folie : Jet lag dans mon enfer / Ma petite annonce (CD 2 titres)
- 2002 : Sombre dimanche (compilation japonaise, 1 titre par Megumi Satsu)
- 2006 : Chansons littéraires des années 30 (CD)
- 2008 : Silicone Lady (Réédition en format CD incluant 3 bonus en anglais)
- 2008 : Megumi Satsu chante Prévert (Réédition en format CD)
- 2008 : Je m'aime (Réédition en format CD incluant 2 bonus)
- 2008 : En concert au Bataclan 1984
- 2009 : Après ma mort
- 2011 : Remixes Vol. 1
- 2011 : Remixes Vol. 2
- 2011 : Je m'aime, en concert (1980)
- 2011 : Give back my soul, (The Complete Story)
- 2011 : Ma petite annonce (7 versions)
- 2011 : Chansons inédites et versions alternatives
- 2012 : Rebirth (Remixes vs DJ Wen!ngs)
- 2014 : Megumi Satsu et Claude Rolland interprètent Cocteau, Brecht et Prévert (1974)
- 2014 : Silicone Lady (Motel Suicide) Deluxe Expanded
- 2015 : Stage Tokyo 1982 (Enregistrement en public)
- 2015 : Prévert Récital Tokyo 1982 (Enregistrement en public)